# Bell UH-1 Iroquois

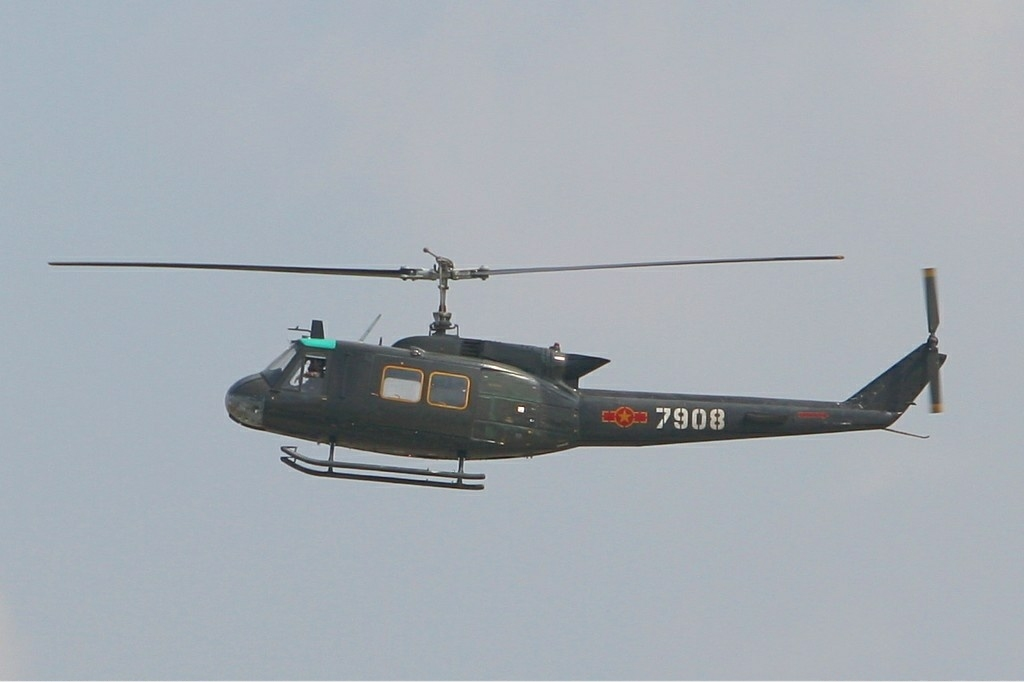
Bell UH-1 Iroquois được Không quân Nhân dân Việt Nam tiếp quản và sử dụng, năm 2006

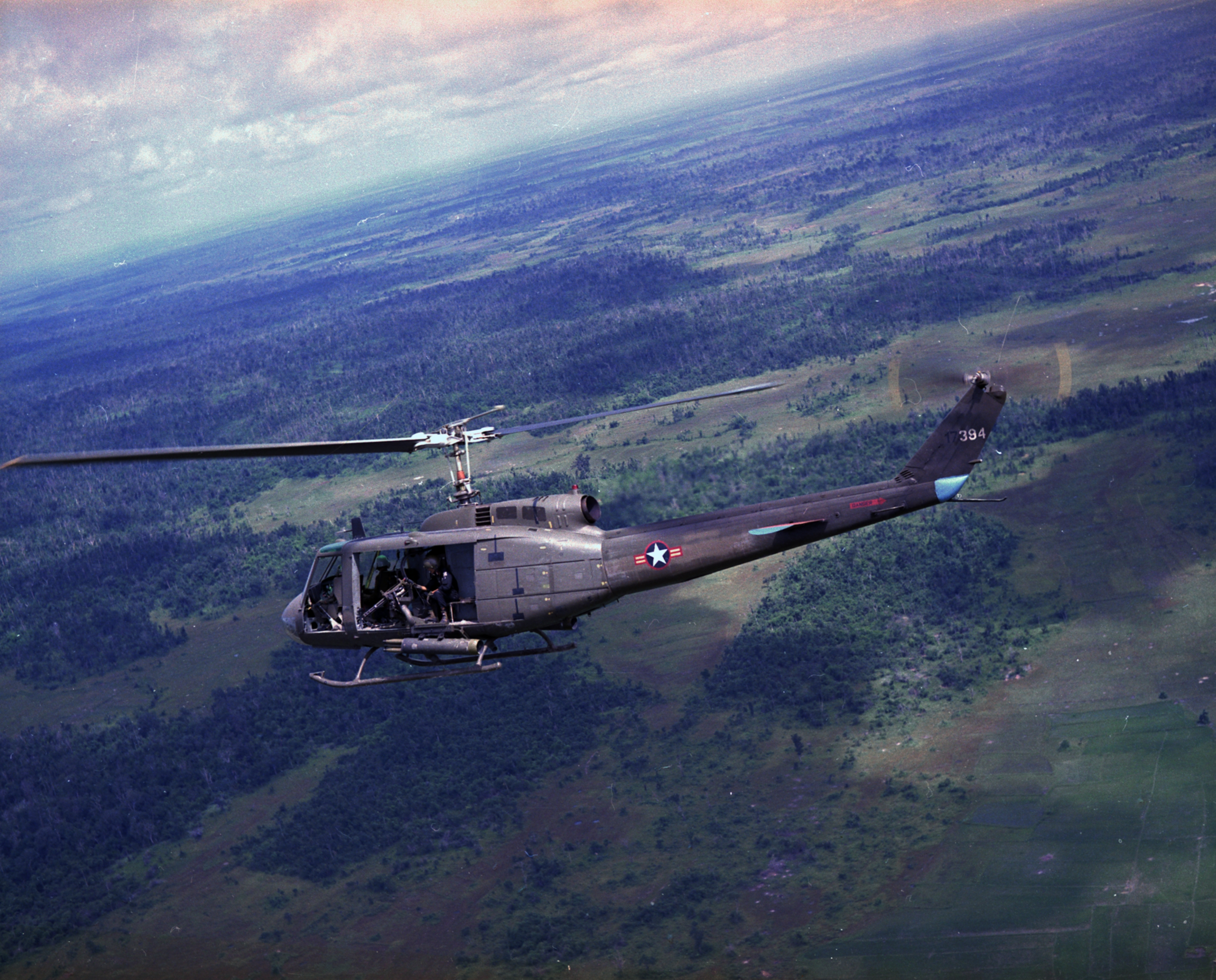
UH-1H thuộc Không lực Việt Nam Cộng hòa, năm 1971

UH-1 Iroquois là loại máy bay trực thăng do hãng Bell nghiên cứu và sản xuất.
Đây là loại trực thăng quân sự đa năng, nổi tiếng vì thường được sử dụng nhiều trong  chiến tranh Việt Nam . Nó thường được biết đến dưới tên viết tắt là Bell UH-1 Huey.
UH-1 Huey được phát triển vào năm 1955 trong quân đội Mỹ với bản thử nghiệm ban đầu với lại bí danh là Bell 204. Chiếc máy bay được sử dụng trong quân đội vào năm 1959,và được đưa vào sản xuất hàng loạt năm 1962 dưới tên UH-1. Chiếc cuối cùng xuất xưởng năm 1976 với hơn 16.000 chiếc được sản xuất.
Chiếc trực thăng Bell đầu tiên sử dụng động cơ turbin là loai Model 47 (còn được gọi là XH-13F. Nó bay lần đầu vào 10/1954, Quân đội Mỹ bắt đầu có kế hoạch đưa vào sử dụng loại máy bay đa năng này vào năm 1955.
HU-1A (sau đó được đặt tên là UH-1A) là chiếc máy bay trực thăng sử dụng động cơ turbin đầu tiên được đưa vào sản xuất đại trà. Các máy bay đầu tiên được sử dụng trong các sư đoàn dù 101st Airborne Division, 82nd Airborne Division và chi đội cứu thương 57th Medical Detachment. Chiếc trực thăng ban đầu có tên là HU-1A, sau đó nó được gọi biệt danh là "Huey".

## Các phiên bản được sản xuất
- XH-40: phiên bản đầu tiên của Bell-204
- YH-40: sáu chiếc được sản xuất.giống như XH-40 với cabin rộng thêm 12 inch
- UH-1A: phiên bản Bell-204 sản xuất đại trà đầu tiên,được đặt tên lại là IH-1A vào năm 1962.182 chiếc được sản xuất.
- UH-1B: nâng cấp từ HU-1A được đặt lại tên UH-1B năm 1962.1014 chiếc được sản xuất.
- UH-1C: có thêm vị trí cho xạ thủ súng máy.
- UH-1D: được sản xuất theo Model Bell-205.được thiết kế như thiết bị chở quân như CH-47 theo yêu cầu của quân đội Mỹ.
- UH-1E
- UH-1F:sử dụng động cơ mới General Electric T-58-GE-3 với công suất 1,325 hp.
- UH-1H:sử dụng đông cơ Lycoming T53-L13 với công suất 1400 hp.5435 chiếc được sản xuất.
- UH-1N
- UH-1Y Venom (Super Huey) là trực thăng hiện đại nhất trong các dòng trực thăng UH-1, trực thăng này do Thủy quân lục chiến Mỹ sử dụng

## Tại Việt Nam
Đây là loại trực thăng được Mỹ sử dụng phổ biến nhất trên Chiến trường Việt Nam.
Trong một báo cáo gửi Bộ Quốc phòng Mỹ, Paul D. Harkins nhận định địa hình miền Nam Việt Nam và những hình thức mà Quân Giải phóng tiến hành chiến tranh du kích, hoàn toàn phù hợp với chiến thuật "trực thăng vận", đồng thời đề xuất Lầu Năm Góc chấp thuận cho thành lập một đơn vị thí điểm. Biệt đội 57 ra đời, trang bị loại UH-1A Iroquois, bay lần đầu vào tháng 3-1960. Được trang bị một động cơ piston công suất 670 mã lực, tốc độ tối đa 198 km/giờ, bay cao tối đa 3.600 mét, hoạt động trong phạm vi 450 km, UH-1A có thể chở được 10 lính. Quân đội Mỹ xây dựng một phương án chuẩn trong việc sử dụng máy bay UH-1A phục vụ chiến thuật "trực thăng vận": mỗi phi vụ đổ quân có 1 trực thăng chỉ huy và tùy theo số lượng binh lính tham gia, có thể có từ 10 đến 50 chiếc UH-1A chở lính, 5 hoặc 15 trực thăng vũ trang UH-1A bay theo yểm trợ. Ngoài ra còn có vài chiếc UH khác làm nhiệm vụ cấp cứu, tải thương. Đến năm 1964, quân Mỹ được bổ sung thêm loại UH-1B rồi sau đó là UH-1D, mỗi chiếc chở được 12 lính hoặc 6 cáng cứu thương, tốc độ bay tăng lên 215 km/giờ. Từ đó cho đến giữa năm 1972, vào những lúc cao điểm, có hơn 3.900 trực thăng Mỹ hoạt động ở chiến trường Việt Nam, 2/3 trong số đó là UH-1B và UH-1D.
Thời gian đầu, Quân Giải phóng miền Nam gặp phải một số thiệt hại vì chiến thuật "trực thăng vận" nhưng không lâu sau đó, họ đã sáng tạo ra nhiều cách đánh trả. Các trọng liên phòng không DShK 12,7mm và KPV 14,5mm là một mối nguy hiểm lớn với UH-1, bởi đây là loại vũ khí gọn nhẹ, rẻ tiền, thích hợp với chiến thuật phục kích mà các đơn vị phòng không Việt Nam thường sử dụng. Quân Việt Nam thường dùng chiến thuật ẩn nấp dưới hầm hoặc tán cây, đợi trực thăng Mỹ sà thấp tìm mục tiêu hoặc đổ quân thì sẽ nổ súng, vài phát đạn bắn trúng thường là đủ để hạ chiếc UH-1. Ví dụ như ngày 13/9/1968, Đại đội 18 với 2 khẩu DShK và 40 viên đạn đã bắn rơi tại chỗ 2 chiếc trực thăng UH-1, trong đó 1 chiếc đang chở ban chỉ huy Mỹ, giết chết thiếu tướng Mỹ Keith Lincoln Ware (Tư lệnh Sư đoàn 1 "Anh Cả Đỏ" của Mỹ).

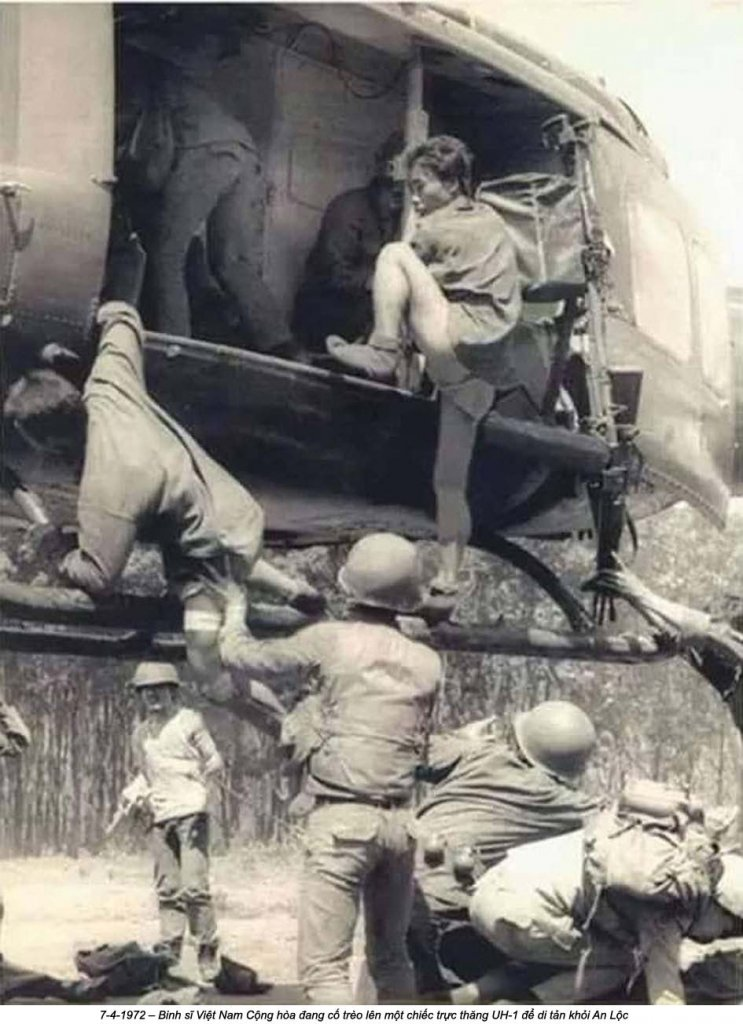
Binh lính đang cố gắng đu bám vào càng một chiếc trực thăng UH-1 để di tản

Đặc biệt trong Chiến dịch Đường 9 - Nam Lào năm 1971, hàng trăm súng máy phòng không 12,7mm được quân Việt Nam ngụy trang để phục kích các trực thăng UH-1 tại bãi đổ quân. Trong chiến dịch này, 108 trực thăng Mỹ đã bị phá hủy và 618 chiếc khác bị bắn hỏng (20% trong số đó bị hỏng quá nặng không thể sửa chữa, cũng coi như là bị phá hủy). Như vậy tổng cộng là hơn 230 trực thăng Mỹ bị tiêu diệt, trong đó phần lớn là trực thăng UH-1, đó là còn chưa tính đến số trực thăng của quân đội Sài Gòn bị tiêu diệt. Đây là thất bại nặng nề của chiến thuật trực thăng vận, cho thấy chiến thuật này đã không còn hiệu quả khi mà lực lượng phòng không Việt Nam ngày càng có nhiều kinh nghiệm và vũ khí để bắn hạ trực thăng.
Trong chiến dịch Xuân - Hè năm 1972, riêng tại hai chiến trường Kon Tum và An Lộc, chỉ trong 2 tháng cố thủ (tháng 4-5/1972), lực lượng trực thăng của quân đội Sài Gòn đã bị thiệt hại tới 70%, gồm 63 chiếc UH-1 bị phá hủy và 391 chiếc khác bị trúng đạn hư hại nặng Trong số trực thăng bị hư hại nặng, sẽ có khoảng 20% bị hỏng quá nặng không thể sửa chữa, cũng coi như là bị phá hủy, như vậy tổng số trực thăng UH-1 bị phá hủy lên tới hơn 140 chiếc (chưa tính đến một vài trực thăng các loại khác bị bắn rơi).
Trung úy Kennmore, phi công trực thăng thuộc Sư đoàn Kỵ binh không vận số 1 kể: "Những chuyến bay lên vùng ba biên giới Việt Nam, Campuchia, Lào rất kinh hoàng. Việt Cộng lúc này ngoài súng phòng không 12,7mm thì họ còn có tên lửa vác vai. Để tránh hỏa lực của họ, chúng tôi thường phải bay thật cao nhưng lúc xuống, trực thăng không thể xuống nhanh như những loại máy bay khác, và thế là dính đạn. Có lần hạ cánh ở sân bay Pleiku, tôi đếm được 14 vết đạn trên thân máy bay, may mà không trúng những bộ phận hiểm yếu…".

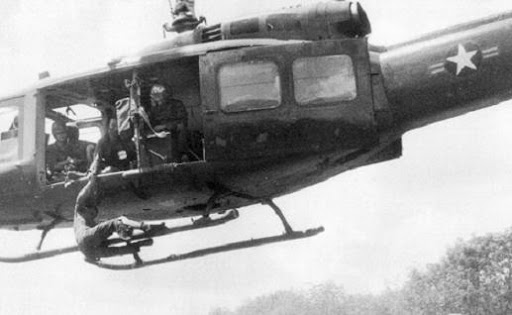
Một binh sĩ đang cố gắng đu bám trên càng một chiếc trực thăng UH-1 để di tản

Theo thống kê của trang mạng vhpa.org (Vietnam Helicopter Pilots Association – Hội Phi công trực thăng Mỹ trên chiến trường Việt Nam), tổng cộng đã có 7.013 chiếc UH-1 tham chiến ở Việt Nam, chiếm 59,3% tổng số trực thăng tham chiến. Số máy bay này gồm nhiêu phiên bản như UH-1 nguyên bản (80 chiếc), UH-1A (8 chiếc), UH-1B (729 chiếc), UH-1C (696 chiếc), UH-1D (1.926 chiếc), UH-1E (156 chiếc), UH-1F (31 chiếc), UH-1H (3.375 chiếc), UH-1L (2 chiếc), UH-1M (5 chiếc), UH-1N (2 chiếc), UH-1P (3 chiếc). Phần lớn các máy bay UH-1B và hầu như tất cả số UH-1C đều được sử dụng như các phiên bản vũ trang yểm hộ hỏa lực. UH-1H là phiên bản được sử dụng phổ biến nhất để chở quân, tải thương… Hầu hết số máy bay tham chiến ở Việt Nam đều thuộc biên chế lục quân Mỹ. Ngoài ra, 914 chiếc UH-1 được Mỹ viện trợ cho không lực Việt Nam Cộng Hòa, chiếm 34% trong tổng số 2.750 máy bay mà Mỹ viện trợ cho quân đội này.
Gần 4.200 chiếc UH-1 đã bị quân đội Việt Nam bắn rơi, phá hủy hoặc bị tịch thu, bao gồm 3.305 chiếc UH-1 của quân đội Mỹ, khoảng 800 chiếc UH-1 của quân lực Việt Nam Cộng Hòa và một số chiếc của quân đội Úc. Tống số phi công UH-1 của Mỹ bị chết là 1.151 người, chiếm 44,4% số phi công trực thăng Mỹ thiệt mạng ở Việt Nam (2.165 người, chiếm 5% trong số hơn 40.000 phi công trực thăng Mỹ tham chiến).

## Các quốc gia sử dụng
| - Ả Rập Xê Út - Afghanistan - Albania - Áo - Bahrain - Bangladesh - Belize - Bolivia - Bosna và Hercegovina - Brasil - Brunei - Campuchia - Canada - UAE - Chile - Colombia - Cộng hòa Dominica - Costa Rica - Đức | - Ecuador - El Salvador - Ethiopia - Gruzia - Guatemala - Hà Lan - Hàn Quốc - Hoa Kỳ - Honduras - Hy Lạp - Indonesia - Iran - Iraq - Israel - Jamaica - Jordan - Kuwait - Liban | - Bắc Macedonia - Maroc - México - Myanmar - Na Uy - New Zealand - Nhật Bản - Oman - Pakistan - Panama - Papua New Guinea - Paraguay - Perú - Philippines - Rhodesia - Sénégal - Serbia - Singapore | - Somalia - Tanzania - Tây Ban Nha - Thái Lan - Thổ Nhĩ Kỳ - Thụy Điển - Đài Loan - Tunisia - Uganda - Úc - Uruguay - Venezuela - Lào Sử dụng bởi Binh chủng Không quân Quân Giải phóng Nhân dân Lào - Việt Nam: Vào thập niên trước và sau 1975 sử dụng rất nhiều chiếc tịch thu được của Mỹ và Việt Nam Cộng hòa. Hiện nay đang sửa chữa và nâng cấp lại mới vả tự sản xuất ra. - Việt Nam Cộng hòa: Tổng cộng có 914 chiếc do Mỹ cung cấp. Tất cả đã bị phá hủy hoặc bị tịch thu bởi Quân Giải phóng miền Nam Việt Nam thuộc Quân đội Nhân dân Việt Nam cai quản - Ý - Yemen - Zambia - Zimbabwe |

.

## Thông số kỹ thuật (UH-1D)
Đặc tính tổng quát
- Kíp lái: 1-4
- Sức chứa: 3.880 lb (1.760 kg) bao gồm 14 lính, hay 6 cáng, hoặc hàng hoá tương đương
- Chiều dài: 57 ft 1 in (17,40 m) với rô to
- Chiều rộng: 8 ft 7 in (2,62 m) (thân máy bay)
- Chiều cao: 14 ft 5 in (4,39 m)
- Trọng lượng rỗng: 5.215 lb (2.365 kg)
- Trọng lượng có tải: 9.040 lb (4.100 kg)
- Trọng lượng cất cánh tối đa: 9.500 lb (4.309 kg)
- Động cơ: 1 × Lycoming T53-L-11 động cơ cánh quạt, 1.100 shp (820 kW)
- Đường kính rô-to chính:    48 ft 0 in (14,63 m)

Hiệu suất bay
- Vận tốc cực đại: 135 mph (217 km/h; 117 kn)
- Vận tốc hành trình: 125 mph (109 kn; 201 km/h)
- Tầm bay: 315 mi (274 nmi; 507 km)
- Trần bay: 19.390 ft (5.910 m) (Phụ thuộc vào các yếu tố môi trường như trọng lượng, nhiệt độ bên ngoài, vân vân.)
- Vận tốc lên cao: 1.755 ft/min (8,92 m/s)
- Công suất/khối lượng: 0.15 hp/lb (0.25 kW/kg)

Vũ khí trang bị

Tùy lắp đặt nhưng thông thường là các vũ khí sau:
- Các loại súng máy sau:
  - 2 x Súng máy M60 7.62 mm.
  - 2 súng máy 6 nòng 7.62 mm Gatling.
  - 2 x Súng máy 7.62 mm Rheinmetall MG3 (Quân đội Đức và Không quân Đức - Luftwaffe).
  - 2 x Súng máy.303 Browning Mk II (phiên bản của Rhodesian, súng máy đôi gắn trên cửa bên).
- 2 x 7 ống đến 19 ống phóng rốc két 2.75 in (70 mm)